# 請出示文件
| 汇总媒体   | 得分                   |
| ---------- | ---------------------- |
| Metacritic | PC: 85/100 iOS: 92/100 |

| 媒体         | 得分   |
| ------------ | ------ |
| Edge         | 9/10   |
| Eurogamer    | 9/10   |
| GameSpot     | 8/10   |
| IGN          | 8.7/10 |
| PC Gamer美国 | 87/100 |
| Polygon      | 8/10   |
| TouchArcade  | iOS:   |

《請出示文件》為在日美國人盧卡斯·波普所獨立開發的像素遊戲。玩家扮演一位在虛構共產主義國家阿什托茲卡（Arstotzka）中甫剛上任的邊界關卡檢查官，負責在每日早上六時至下午六時的開放時間審核、確認要入境人士的證件，遊戲的標題便是玩家面對每一位欲入境人士審查文件時的第一句台詞。

## 遊戲內容

### 每日流程
遊戲開始的每天早上會播放新聞，可以從中得知阿茲托卡官方發布的最新訊息，開始執勤後可以閱讀上級發下來的每日任務指示。檢查所內的揚聲器會發布讓希望入境的旅客進入其中接受審查的訊息，審查的時間為即時進行，只要在規定上班時間內沒有犯錯或發生意外就能結束一天的工作，並進入每天結算薪資的審核。

### 審查
可透過拖放方式放大入境者提報的護照與資料等相關文件，玩家所要做的就是檢查這些文件是否記載無誤或虛偽造假，或向入境者索要缺失的文件，並與每天上司發來的公務指示做比對，檢查的規定與公務指示的內容每天都會變化，從遊戲內的第二天開始會進入「調查模式」審問入境者，並使用裝置檢查對方是否隱藏武器或性別，甚至還有檢查指紋與其他審核的環節。若是查出有疑點，則可叫出警備人員將嫌疑人帶走，若是將不該放入境的人給放過，或是對檢查無誤的人卻拒絕入境的話，只要合計超過三次以上就會在結算時被罰扣薪資。

### 恐怖攻擊的應對
有時候某些偽裝成入境者的恐怖份子會突然發動攻擊，並強行突破入境關卡，這時每天的執勤就會強制結束，隨著遊戲進展，玩家可獲得麻醉槍或狙击槍，在判斷對方有不軌行動時可使用這些槍械將恐怖份子擊倒，成功的話在結算薪資時會因此獲得加成。

### 結算
在遊戲規定的一日上班時間結束後，會進入薪資結算的程序，只要在工作期間內未失誤就能獲得應有的薪資，並對「家計費」與「罰金」做出支出，在獲得薪資不足以支付這兩項的情況下會結束遊戲。同時要支出的還有「伙食費」與「暖氣費」，若家人生病的話還得支付「醫藥費」。有時候入境者會提出賄賂希望玩家放他們通過，該金額也會被列入每天的所得之中，玩家則可以選擇要不要接受賄賂。
結局
遊戲根據玩家選擇有20種結局，遊戲過程中有神秘自由派組织的出現，玩家可以選擇是否幫助他們，這會影響到結局。

## 外部連結
- 官方网站